# Platensina diaphasis
Platensina diaphasis är en tvåvingeart som först beskrevs av Jacques-Marie-Frangile Bigot 1891.  Platensina diaphasis ingår i släktet Platensina och familjen borrflugor. Inga underarter finns listade i Catalogue of Life.